# Melaleuca lecanantha
Melaleuca lecanantha är en myrtenväxtart som beskrevs av Bryan Alwyn Barlow. Melaleuca lecanantha ingår i släktet Melaleuca och familjen myrtenväxter. Inga underarter finns listade i Catalogue of Life.